# Bärarproteiner

Schematisk beskrivning av funktionssättet för natrium-kaliumpumpen, ett mycket vanligt förekommande bärarprotein. Fyra konsekutiva steg i pumpningsprocessen visas från vänster till höger. (1) Tre natriumjoner från cellens inre binder till pumpens inre. (2) En fosforylgrupp adderas till pumpen från ATP. Detta gör att pumpen stänger sig på cellmembranets insida och öppnar sig på utsidan, samtidigt som natriumjonerna kastas ut. (3) Två kaliumjoner binder till pumpens inre. Det gör att (4) pumpen stängs på cellens utsida och öppnar sig på insidan, samtidigt som fosforylgruppen frigörs och kaliumjonerna frigörs på cellmembranets insida.

Bärarproteiner eller transportproteiner är särskilda proteiner i kroppen som fäster ämnen vid sig, och antingen transporterar dem runt i blodomloppet eller för ämnena in förbi cellmembranen.
Ämnen som binder till de olika bärarproteiner som finns är t.ex. androgener, fettsyror, kalcium, järn, retinol, neurofysiner och tyroxinbindande proteiner. Några grupper sådana bärarproteiner är albumin, könshormonbindande globulin och kalciumbindande proteiner.
Bärarproteinerna utnyttjas av farmakologin för att ta upp läkemedelssubstanser.